# Gianni Parrini
Gianni Parrini, all'anagrafe Gianni Parrino (Prizzi, 2 luglio 1957), è un disc jockey e produttore discografico italiano, specializzato in musica house, techno e trance.

## Biografia
All'età di 6 anni, suo padre gli fa ascoltare il disco if I had a hammer di Trini Lopez. Da quel momento viene folgorato dalla musica. A quindici anni entra per la prima volta in discoteca, il Punto di Torino, e lì capisce di voler diventare DJ. Nel 1979 si trasferisce a Gabicce Mare: qui alla discoteca Baia Degli Angeli conosce DJ Mozart, dal quale imparerà il mestiere: nel 1980 inizia la sua carriera. Nel 1981 suona per la prima volta alla discoteca Cellophane di Miramare di Rimini, l'anno successivo si trasferisce a Riccione alla discoteca Vallechiara. Nel 1983 diventa DJ resident della Discoteca “Geo” di San Mauro Pascoli, nella quale propone musica commerciale Disco70, Dance 80 e Funky. Nel 1984 diventa DJ resident alla discoteca Insomnia di Cattolica, club innovativo e di tendenza in quegli anni. 
Mixando sapientemente vari generi musicali come la Disco music degli anni 70/80, il Funk, L’Afro Beat, la Tribal, Musica Elettronica anni 70/80, la New Wave e la New beat, nell'arco di 2 anni è diventato il DJ più conosciuto e seguito della riviera romagnola. Nel 1985 viene chiamato alla discoteca Lilli Merleen di Misano Adriatico, l'anno successivo è alle discoteche Ripadiscoscesa e Barcelona di Rimini, nel 1987 al Cotton Club di Cervia e al Veleno di Caerano di San Marco, nel 1988 alla Baia Imperiale di Gabicce Mare, nel 1989 al Paradiso Club di Rimini, e al Cap Creus di Imola.
Nel 1990 diventa DJ resident di una nuova discoteca nella collina di Riccione, Il Cocoricò. Qui raggiunge un non trascurabile traguardo, arrivando a mixare per oltre 6 ore consecutive.
Questa notorietà lo portò a ricevere svariate richieste; per circa un decennio viaggia tra l’Italia e la Svizzera. Nella sua carriera il Parrini è stato anche chiamato a suonare in Francia, Germania, Austria, Lussemburgo, Marocco e India.
Negli anni 90 i suoi DJ set musicali erano composti da generi musicali elettronici melodici come la House, la Techno, la Trance e la Progressive; questi miscelati tra di loro gli hanno permesso di creare un genere musicale da lui definito Dream Music (musica da sogno), termine coniato nel 1993, quando uscì il suo primo album I love the dream project.

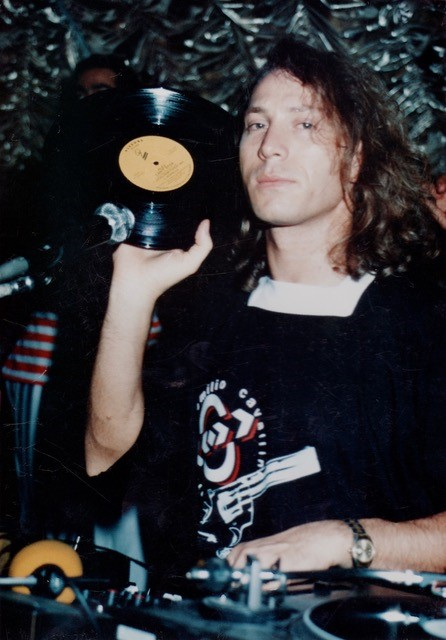
Gianni Parrini nel 1990 al Cocoricò

Nel 2013 fonda 432hzparrinirecords, un'etichetta che ha l’intento di promuovere singoli con la frequenza di 432 Hz.

### Carriera
Durante 20 anni è stato DJ resident delle più blasonate discoteche della riviera romagnola:
Cocoricò (Riccione), Cellophane (Miramare di Rimini), Baia Imperiale (Gabicce Mare), Paradiso (Rimini), Peter Pan (Misano Adriatico), Prince (Riccione), Eku (Rimini), Insomnia (Cattolica), Barcelona (Rimini), Ripadiscoscesa (Rimini), Cotton Club (Cervia), Hijack (Sottomarina di Chioggia), Geo (San Mauro Pascoli), Vallechiara (Riccione).
In Italia ha partecipato all'evento Estragon di Bologna, e ha mixato nelle discoteche Insomnia (Pisa), Area City (Venezia), Alien e Cenerentola (Modena), Cleopatra (Cosenza), Duplè (Aulla), Exogroove, Florida, Kama Kama e PlasmaPhobia (Reggio Emilia), Dylan Dog (Coccaglio (BS)), Nepentha, Ultimo Impero e Big (Torino).
In Svizzera è stato chiamato dalle discoteche Le Pacha e Mad (Losanna), Alcatraz (Riazzino), Casino de la Rotonde (Neuchatel), Prestige, Lifting, Guayas e Liquido (Berna) Oxa e Q (Zurigo), V Club e Pravda (Lucerna), Globul (Bulle), By-Pass, Moa e Montecristo (Ginevra), Papperla Club (Zermatt). È stato ospite speciale alla Street Parade di Zurigo per 4 edizioni, alla Lake Parade di Ginevra per 4 edizioni, al Casino di Montreux per 7 anni, agli eventi Atlantis (Neuchatel 1995) e Nautilus (Basilea 1999).
In Francia ha mixato alle discoteche Macumba (Saint-Julien en Genevois) e La Siesta (Antibes).

### Statistiche
Nei suoi 40 anni di carriera Parrini ha suonato in oltre 5.000 serate, con punte di 250 serate all'anno. Ha collezionato 40.000 vinili di diversi generi musicali, ha collaborato con decine di artisti e come produttore discografico ha lavorato con una dozzina di etichette.

## Produzione discografica
Come DJ produttore Parrini ha lavorato con le etichette:
Total Dance Network, Flying, U.M.M., Zac, Ala Bianca, D.B. One, Trance Communications, Hitland, Real Distribution, Media Record, Royal - Neuchâtel (CH) e DJ Beat - Zurigo (CH).

### Album
I love the dream project, Drohm, (1996)
- Take me away
- I love devotion
- White Blow
- I love slow
- Cosmopolis
- Cosmood
- New Yearsday
- Poem without word
- Dream bass
- Water mark

### Singoli
- Tremenda Opera, Maniak Records (1992)
- Take Me Away, Westward Music (1994)
- Trance Hair Love - Gianni Parrini & Stefano Bratti feat. MC Hair (Outta Records 1994)
- White Blow, Drohm (1995)
- Gianni Parrini feat. Principe Maurice - Heroes, UMM (1995)
- Positive (2) with Gianni Parrini - Traum (Remix), UMM (1995)
- Cosmopolis, UMM (1996)
- I Love, Drohm (1995)
- Oasis '97, Neon Records (1997)
- The Gold EP, Drohm (1997)
- Gianni Parrini & Florian F* - Oceania (12"), B-Twelve Records (1998)
- Gianni Parrini & Pull J - Le Ciel et le Soleil (12"), Cosmo Records (1998)
- Gianni Parrini & Luca Antolini - Broken, Dance Pollution (1999)
- Android (Remixes), In Lite (2003)

### Compilations
- DJ Trance, Vol 1 & 2, Euro Music (1994)
- Classic Collection (1992-1997), B-Twelve Records (1998)

### DJ Mixes
Dal 1995 ha prodotto decine di DJ mix, pubblicati da svariate etichette discografiche.

### Diversi
- What A Joy! (con 19 remix), 9Rercords.com (2013)
- Fly (2 Remix) 9Rercords.com (2013)